# 清肺湯
清肺湯（せいはいとう）は、漢方薬の一つ。

## 概要
慢性的な呼吸器疾患や去痰などに用いられてきた漢方薬。明代の古典書「万病回春」に記載されている処方では、16種類の生薬により作られるとある。清肺湯の名称は、咳の原因を（漢方の概念としての）熱が肺に迫っているためと考え、「肺の熱を冷まして除く」の意味である。

### ツムラ清肺湯
ツムラが1986年に「ツムラ清肺湯エキス顆粒(医療用)」を発売。

### 清肺湯ダスモック
小林製薬が2013年に広島地区で限定発売後、2014年に日本国内向けに発売を開始した清肺湯処方を基本とした顆粒薬。喫煙や排気ガスを原因とするせきや痰、慢性閉塞性肺疾患への対応も視野においた漢方薬として企画されたが、発売されると大気汚染に悩まされている中国都市部からの観光客から「神薬」の一つとして見いだされ、人気の土産品となった。

## 構成生薬
原典「万病回春」には基本の生薬13種類に対して、症状に応じて細かな生薬の使用・不使用を指示がある。

### ツムラの例
ツムラのエキス剤「ツムラ清肺湯」の原生薬は以下の16種類。
当帰（トウキ）、麦門冬（バクモンドウ）、茯苓（ブクリョウ）、黄芩（オウゴン）、桔梗（キキョウ）、杏仁（キョウニン）、山梔子（サンシシ）、桑白皮（ソウハクヒ）、陳皮（チンピ）、天門冬（テンモンドウ）、貝母（バイモ）、甘草（カンゾウ）、五味子（ゴミシ）+ 大棗（タイソウ）、生姜（ショウキョウ）、竹茹（チクジョ）

### 小林製薬の例
小林製薬のダスモックb（錠剤）で原生薬は以下の16種類で、分量は別として種類はツムラと同じ。
黄芩（オウゴン）、桔梗（キキョウ）、桑白皮（ソウハクヒ）、杏仁（キョウニン）、山梔子（サンシシ）、天門冬（テンモンドウ）、貝母（バイモ）、陳皮（チンピ）、大棗（タイソウ）、竹筎（チクジョ）、茯苓（ブクリョウ）、当帰（トウキ）、麦門冬（バクモンドウ）、五味子（ゴミシ）、生姜（ショウキョウ）、甘草（カンゾウ）